# ЛИГА’MIX
ЛИГА’MIX — официальный микстейп российского рэпера Лигалайза, выпущенный в 2009 году. Микстейп подготовили известные московские диджеи DJ Женя и DJ Dlee.
В альбом вошли ремиксы на наиболее известные песни Лигалайза, записывавшиеся на протяжении всей его карьеры: как сольно, так и в составе таких коллективов, как D.O.B., Bad Balance, Bad B. Альянс, Легальный Бизне$$, П-13.
Альбом позиционируется как «интернет-релиз», то есть в розничную продажу он не поступал.

## Список композиций
1. Интро
2. Вместе-На-Месте (Remix)
3. Мастера Слова (Remix)
4. Готовы Ли Вы?
5. Мастера Слова
6. Громче Музыку, Громче Микрофоны
7. Настоящий Хип-Хоп (микс)
8. П-ровокация
9. Рифмомафия
10. Раз-Слушай Дикцию
11. Фристайл
12. Бог Есть
13. Я Знаю Людей Intro
14. Я Знаю Людей (Live)
15. Я Знаю Людей (Final)
16. Зри В Корень
17. Ностальгия
18. Back Together / МС Хулиганы
19. Oh Shit
20. Уличные Рэперы
21. Больше, Чем Хип-Хоп
22. Пачка
23. Паровозы
24. Check Me
25. Ты Гонишь
26. Раб Рифмы / Лигалайз у Микрофона
27. Где Вы?
28. Она Меня Ждет / Victory
29. Надоела Мне Война
30. Политика
31. Ветераны
32. Рабы Рифмы
33. Москва-New York
34. I Know Your Style
35. В Чем Дело?!
36. Без Извинений / Думал Всё Затихло
37. Ain’t The Devil Happy
38. Тоска О Потерянном Рае
39. Город
40. Легальный Бизне$$
41. Всем, Всем
42. Мелодия Души
43. Альянс
44. Кричи Л. Б.
45. Рэперы
46. В Чем Дело?!
47. Кто Такой МС?
48. Сеньорита
49. Джа
50. Party

## Рецензии
- https://web.archive.org/web/20090320182356/http://www.rap.ru/ru/reviews/id-29926